# Tuparendi
Tuparendi é um município brasileiro do estado do Rio Grande do Sul.

## História
Antiga aldeia de indígenas, as terras do atual município começaram a ser povoadas em 1914 por colonizadores, principalmente alemães e italianos, cuja principal atividade era a agricultura. O povoado progrediu, sendo elevado à categoria de distrito de Santa Rosa, denominando-se Belo Centro.
A fundação do município foi dada por emancipacionistas, dos quais se destaca Amadeu do Prado Mallmann (que dá o nome a uma escola estadual da cidade, situada na rua de mesmo nome). Tuparendi emancipou-se de Santa Rosa em 10 de setembro de 1959.

## Geografia
Localiza-se a uma latitude 27º45'23" sul e a uma longitude 54º28'54" oeste, estando a uma altitude de 328 metros. Sua população estimada em 2004 era de 9 363 habitantes. Seu clima é do tipo subtropical úmido, com temperatura média anual de 17 °C.

## Turismo
A cidade está localizada na microrregião turística da Rota do Rio Uruguai, a 30 km da porta de entrada da Argentina.
Destaca-se por estar em uma área onde céu azul tem beleza ímpar, assim como a amizade e a hospitalidade do povo é motivo de orgulho de todos. Já foi chamada de "fronteira da amizade", porém, na atualidade, é conhecida como "cidade do mais belo céu".

## Economia
A economia do município de Tuparendi tem como principal característica a agricultura familiar, em pequenas e médias propriedades, com um setor de serviços muito dependente da produção agrícola e uma pequena presença industrial.
O setor de serviço tem uma estrutura ampla e com um papel central na economia de Tuparendi, representando 55,48% do PIB a preço de mercado, atinge diversas necessidades do mercado consumidor, porém a sua característica de maior relevância é o elevado grau de especialização no setor agrícola (cerealistas, empresas de manutenção de equipamentos agrícolas, assistência técnica, etc.), portanto uma forte dependência do setor agrícola.
A indústria manufatureira tem um papel importante para a economia local, porém a sua presença é ainda muito pequena e com forte dependência do setor agrícola, no PIB de 2005 representou apenas 11,21% do PIB a preço de mercado, destaca-se nesse setor a empresa Fankhauser do setor metal-mecânico, empresa especializada na produção de equipamentos agrícolas, além de outras empresas, como as de confecções e de móveis, sendo em sua grande maioria empresas de micro e pequeno porte, além de algumas agroindústrias de caráter associativo e privado, que produzem alguns produtos como embutidos, cachaça, melado, açúcar, etc.
O setor agrícola de Tuparendi é o propulsor do desenvolvimento local, apesar de não ser o setor de maior participação no Produto Interno Bruto (26,19%), tem grande influência nos demais setores. Destaca-se a produção destinada a exportação, na agricultura, maior ênfase a produção de soja, milho e trigo, na agropecuária destaca-se a suinocultura em franca ascensão e a bovinocultura para a produção de carne e leite, com maior intensidade no segundo. Uma característica marcante das últimas décadas do setor agrícola de Tuparendi é uma migração crescente dos produtores tradicionais do triênio, soja, milho e trigo, para a produção leiteira e de forma secundária para a produção de culturas alternativas, como é caso dos hortigranjeiros, além de um processo mais recente de expansão da suinocultura, após um período de retração da atividade no município.

## Divisão administrativa
Além da sede, Tuparendi possui, atualmente, dois distritos: Cerro Alto e Cinquentenário. O município de Porto Mauá era distrito de Tuparendi até 20 de março de 1992, quando se emancipou.

## Filhos ilustres
- Luísa Sonza, cantora